# Edith Oß
Edith Oß (10 de maio de 1914 — 3 de março de 2012) foi uma dançarina e atriz de cinema alemã.

## Filmografia selecionada
- Liselotte von der Pfalz (1935)
- Alles wegen dem Hund (1935)
- Mädchen im Vorzimmer (1940)
- Frauen sind doch bessere Diplomaten (1941)
- Clarissa (1941)
- Wir machen Musik (1942)